# Ichneumon globosus
Ichneumon globosus là một loài tò vò trong họ Ichneumonidae.